# Rascher Verlag

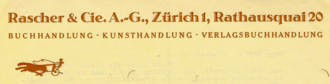
Briefkopf des Rascher Verlags

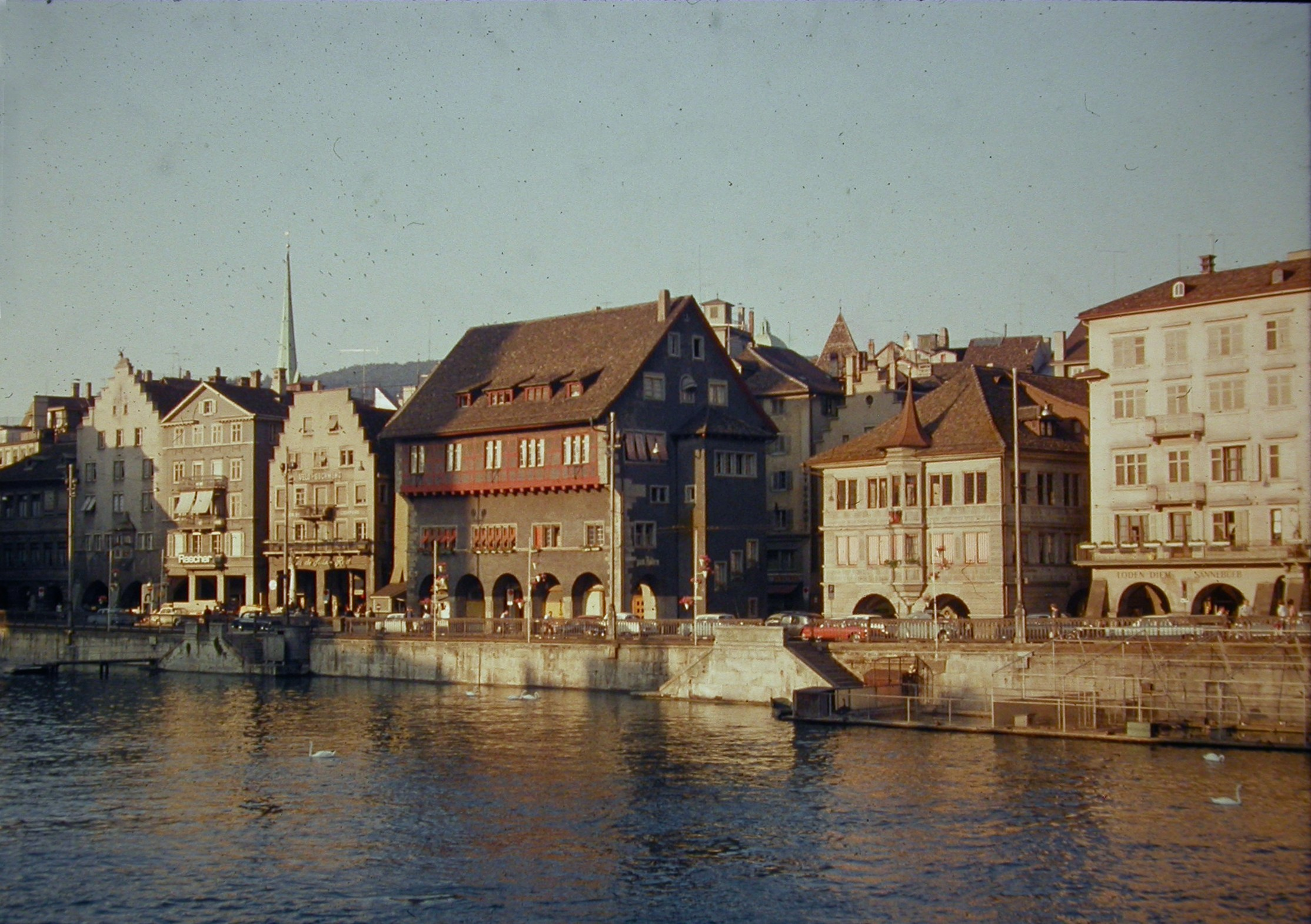
Das Limmatquai im Sommer 1964,
Rascher Verlag und Buchhandlung: 3. Gebäude von links

Der Rascher Verlag war ein Schweizer Buchverlag mit Sitz in Zürich.

## Geschichte
Der Rascher Verlag (Verlag Rascher & Co., später Verlag Rascher & Cie. AG.) wurde im Jahr 1908 durch Max Rascher in Zürich gegründet. Der Geschäftssitz befand sich, wie Raschers Buchhandlung, am Limmatquai 50. Bei Rascher machte Emil Schibli seine Buchhändlerlehre.
Max Rascher gründete am 16. November 1917 mit Paul Cassirer und Otto Rascher die Max Rascher Verlags AG, die pazifistische Schriften von deutschen und französischen Autoren publizierte. 1917 und 1918 erschienen im Rascher Verlag Klassiker des internationalen Pazifismus: Menschen im Krieg von Andreas Latzko, Requiem für die Gefallenen von Europa von Iwan Goll, Der Mensch ist gut von Leonhard Frank und die deutschsprachige Erstausgabe von Henri Barbusses Das Feuer in der pazifistischen Reihe Europäische Bücher. 1922 trennten sich der Rascher Verlag und Paul Cassirer.
Der Rascher Verlag war spezialisiert auf pazifistische Literatur, Kunst und Psychologie. Zu den Autoren gehörten u. a.: Henri Barbusse, Mircea Eliade, Konrad Falke, Yvan Goll, Ferdinand Hardekopf, Carl Gustav Jung, Andreas Latzko, William Somerset Maugham, André Maurois, Marcel Proust, Alja Rachmanowa, Carl Spitteler, Charlot Strasser, Ernst Wiechert.
Von 1917 bis 1960 veröffentlichte der Rascher Verlag die von Eduard Korrodi herausgegebene Buchreihe Schweizerische Bibliothek deutschschweizerischer Literatur. Der Kunstverlag veröffentlichte Reproduktionen von Ferdinand Hodler, Augusto Giacometti, Paul Cézanne und Oskar Kokoschka. Nach dem Tod von Max Rascher im Jahr 1962 übernahm sein Sohn Albert Rascher das Geschäft –, er starb 1969. Mangels Nachfolger wurde der Rascher Verlag im selben Jahr aufgelöst und ging 1973 in die Liquidation.